# Epifoor
Een epifoor (de tegenhanger van een anafoor), ook epistrofe en toevoeging genoemd, is een stijlfiguur die bestaat uit het herhalen van hetzelfde woord of dezelfde woordgroep aan het einde van opeenvolgende zinnen of zinsdelen.
- Hij had de bergen gezien, de oceaan gezien en niets gezien.
- Het ziet eruit als wijn, het ruikt als wijn, het smaakt als wijn, dus is het wijn.
- government of the people, by the people, for the people[1]
- Martin Luther King maakte tweemals gebruik van epifoor in zijn I have a dream-toespraak.[2]

Ik heb een droom dat op een dag elke vallei omhoog zal komen, elke heuvel en elke berg klein gemaakt zullen worden, de dichtbegroeide plaatsen tot vlakten zullen worden, en de scheve plaatsen recht zullen worden gemaakt en de glorie van de Heer onthuld zal worden en al wat van vlees en bloed is dit tezamen zal zien. Dit is onze hoop. Dit is het geloof waarmee ik naar het zuiden van de Verenigde Staten terugkeer. Met dit geloof zullen we in staat zijn een kiezelsteen van hoop te houwen uit de berg van wanhoop. Met dit geloof zullen we in staat zijn de schetterende wanklanken van ons land om te vormen tot een prachtige symfonie van broederschap.